# Botryosphaeria parkinsoniae
Botryosphaeria parkinsoniae är en svampart som beskrevs av Tilak & Gaikwad 1974. Botryosphaeria parkinsoniae ingår i släktet Botryosphaeria och familjen Botryosphaeriaceae.   Inga underarter finns listade i Catalogue of Life.